# 京大三高俳句会
京大三高俳句会（きょうだいさんこうはいくかい）は、京都大学関係者が中心となって設立された俳句会。旧制第三高等学校で日野草城、五十嵐播水らによって1919年7月に作られた「神陵俳句会」を前身として、1920年3月に創設。京大学生集会所で行われた発会式には高浜虚子も招かれた。運営は草城と鈴鹿野風呂が中心で、同年10月には山口誓子が参加、11月より『京鹿子』が実質的な機関誌として創刊された。
俳句会は1922年11月に一度解散されたが、1925年5月に井上白文地らによって復活された。1932年、『京鹿子』が野風呂の主宰誌となり、翌年に新たに機関誌『京大俳句』が創刊された。

## 『京大俳句』
1933年1月、平畑静塔、井上白文地、藤後左右、長谷川素逝らによって創刊。編集発行人は静塔。顧問として鈴鹿野風呂、日野草城、水原秋桜子、山口誓子、五十嵐播水が名を連ね、賛助員37名、研究会員14名で構成。1935年から学外に門戸を開き、西東三鬼、高屋窓秋、石橋辰之助、渡辺白泉、三橋敏雄らが参加。自由主義の主張のもと実作・理論の両面の向上を唱え、新興俳句運動の中心誌として無季俳句や戦争俳句が多く載った。しかし反戦的な内容から、1940年2月から8月にかけて静塔、白文地、白泉、辰之助、三鬼ら編集関与者14名が治安維持法違反として次々特高警察によって検挙される（新興俳句弾圧事件）。これによって同年2月、『京大俳句』は終刊を余儀なくされ、新興俳句運動は急速に終焉に向かった。
戦後も断続的に復活しており、1970年代から80年代にかけては江里昭彦や上野ちづこらニューウェイブの俳人の拠点となったが、1983年に終刊した。
2009年に教職員を中心とした立ち上げメンバーにより復刊が図られ、現在に至っている。

## 関連文献
- 栗林浩 『京大俳句会と東大俳句会』 角川書店、2011年
- 田島和生 『新興俳人の群像―「京大俳句」の光と影』 思文閣出版、2005年